# Ciutat mundial

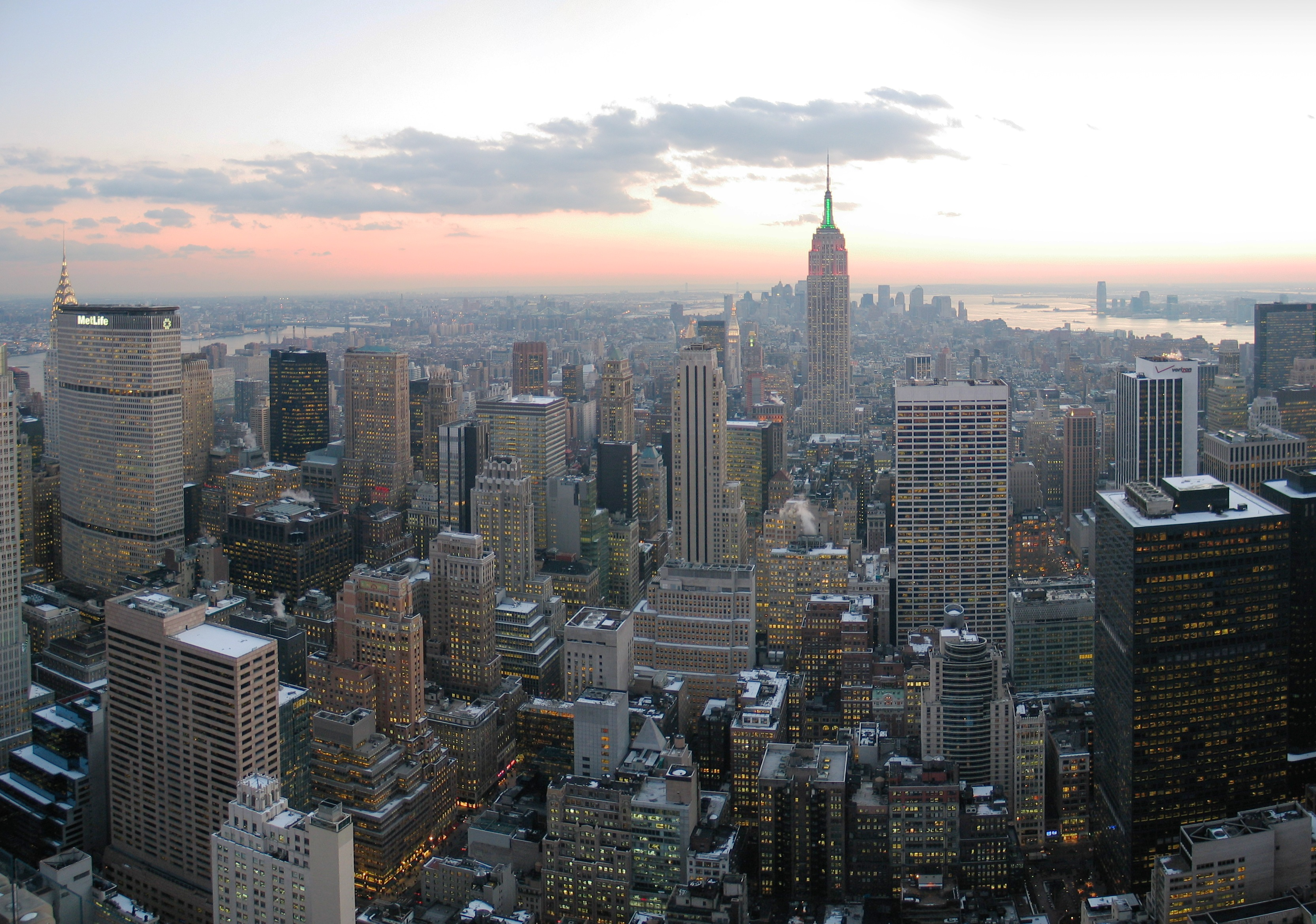
Nova York

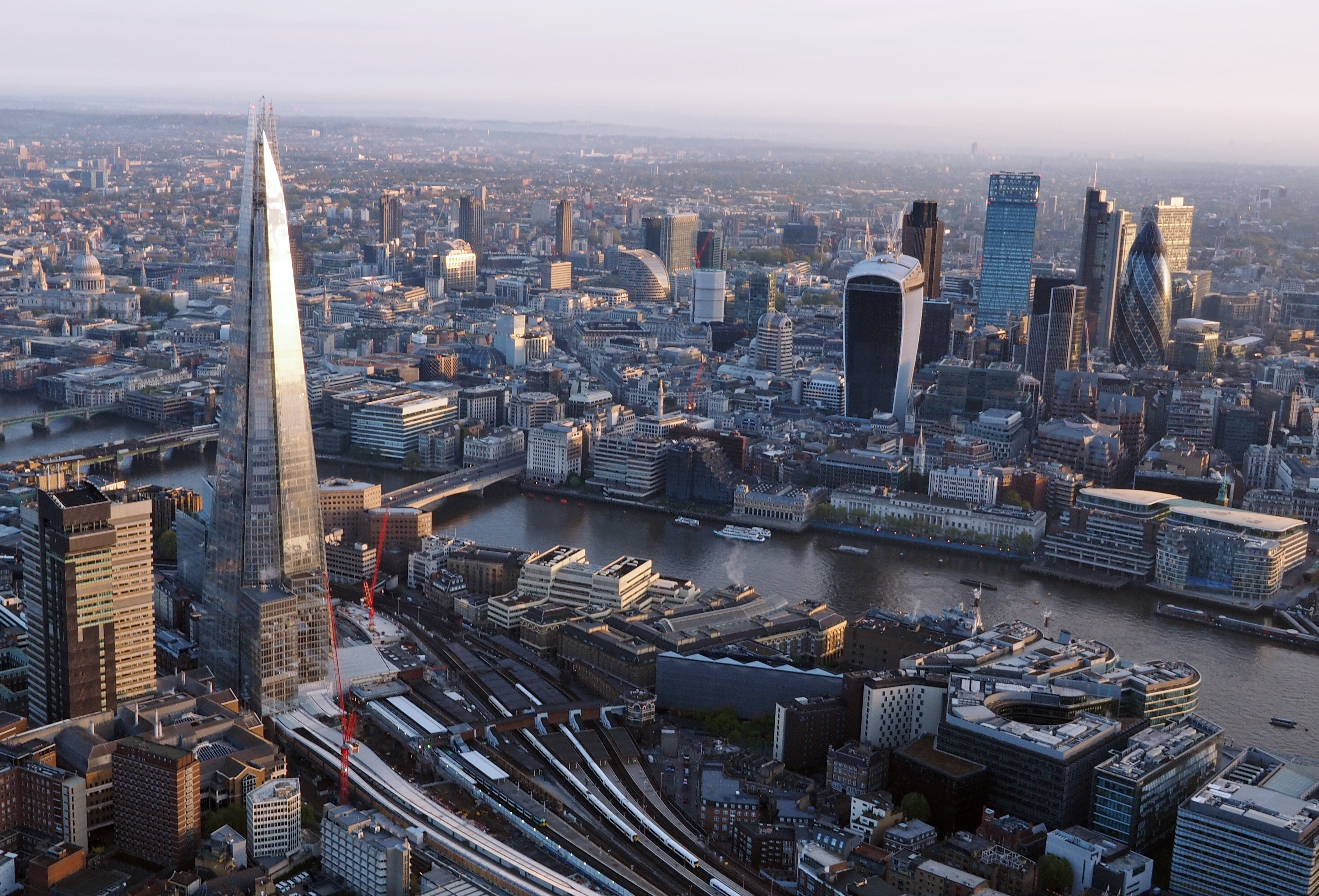
Londres

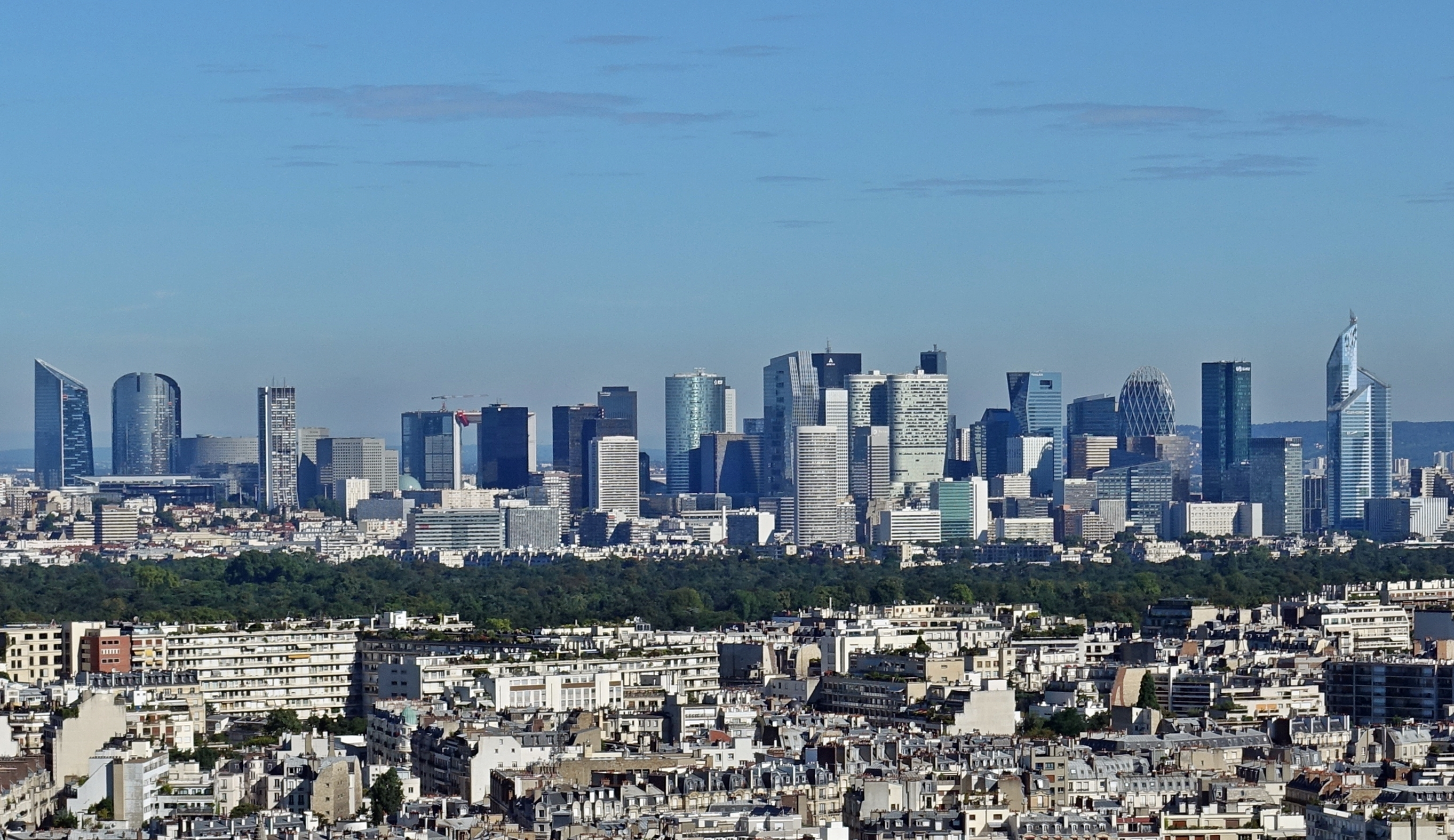
París

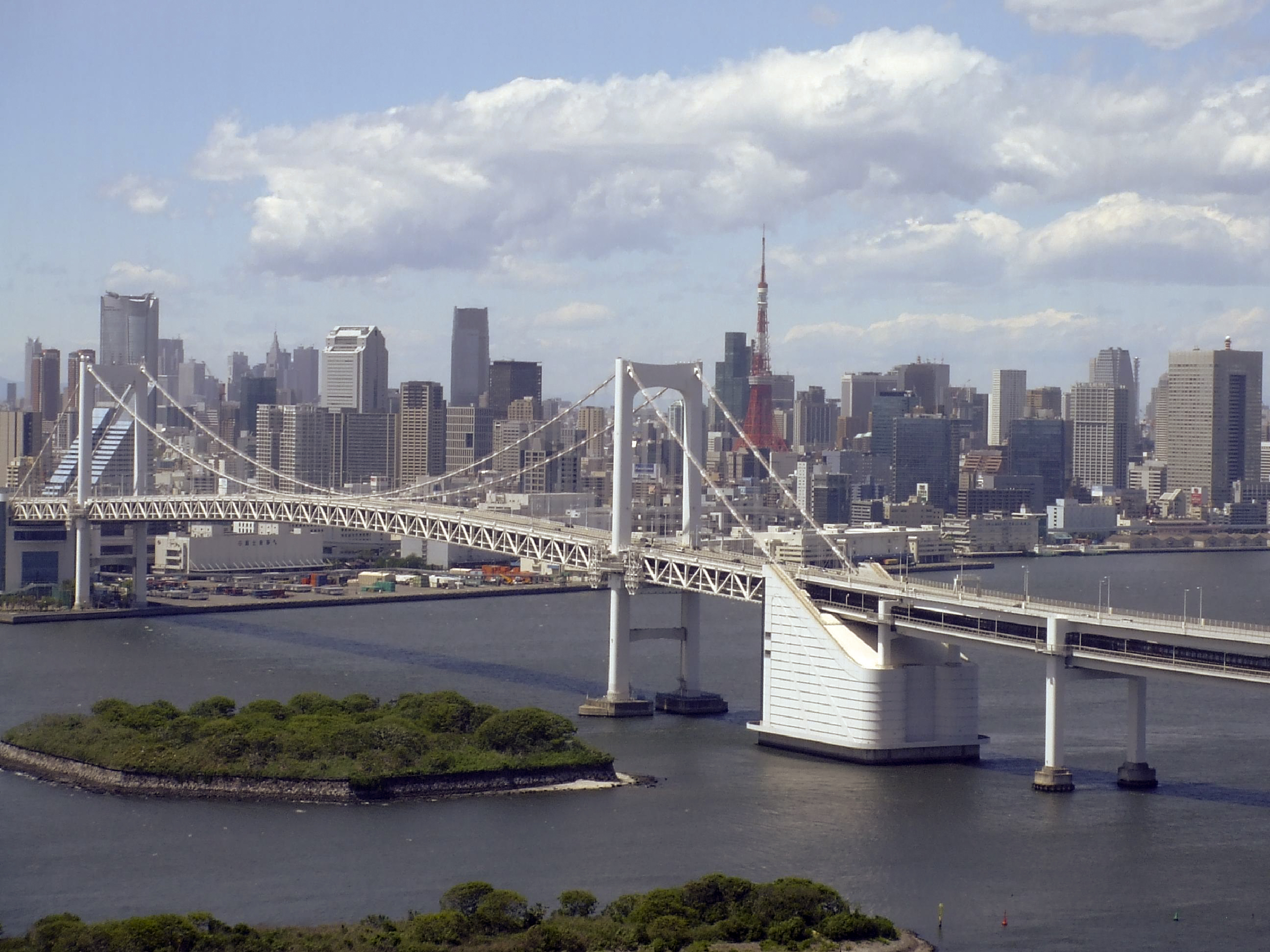
Tòquio

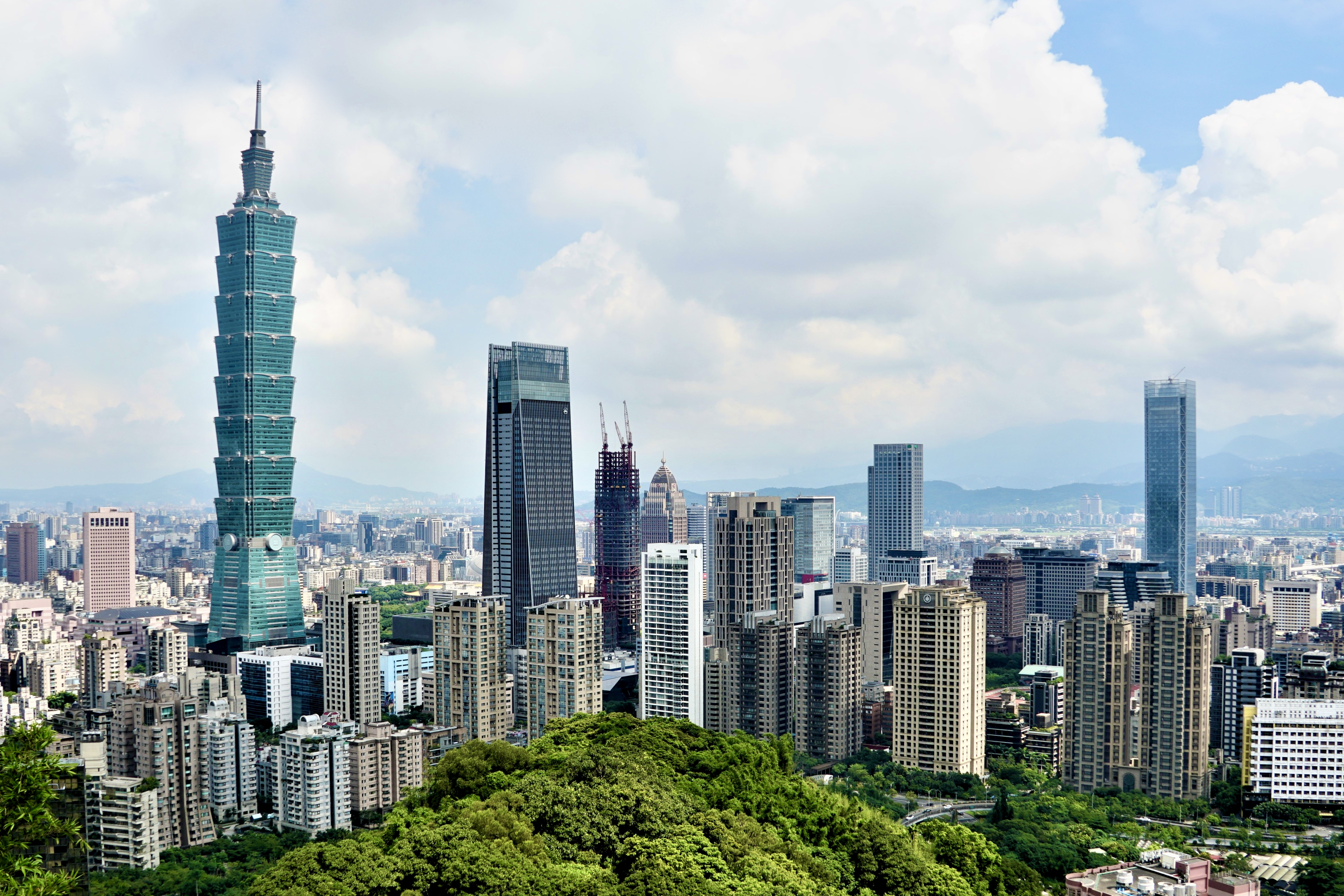
Taipei

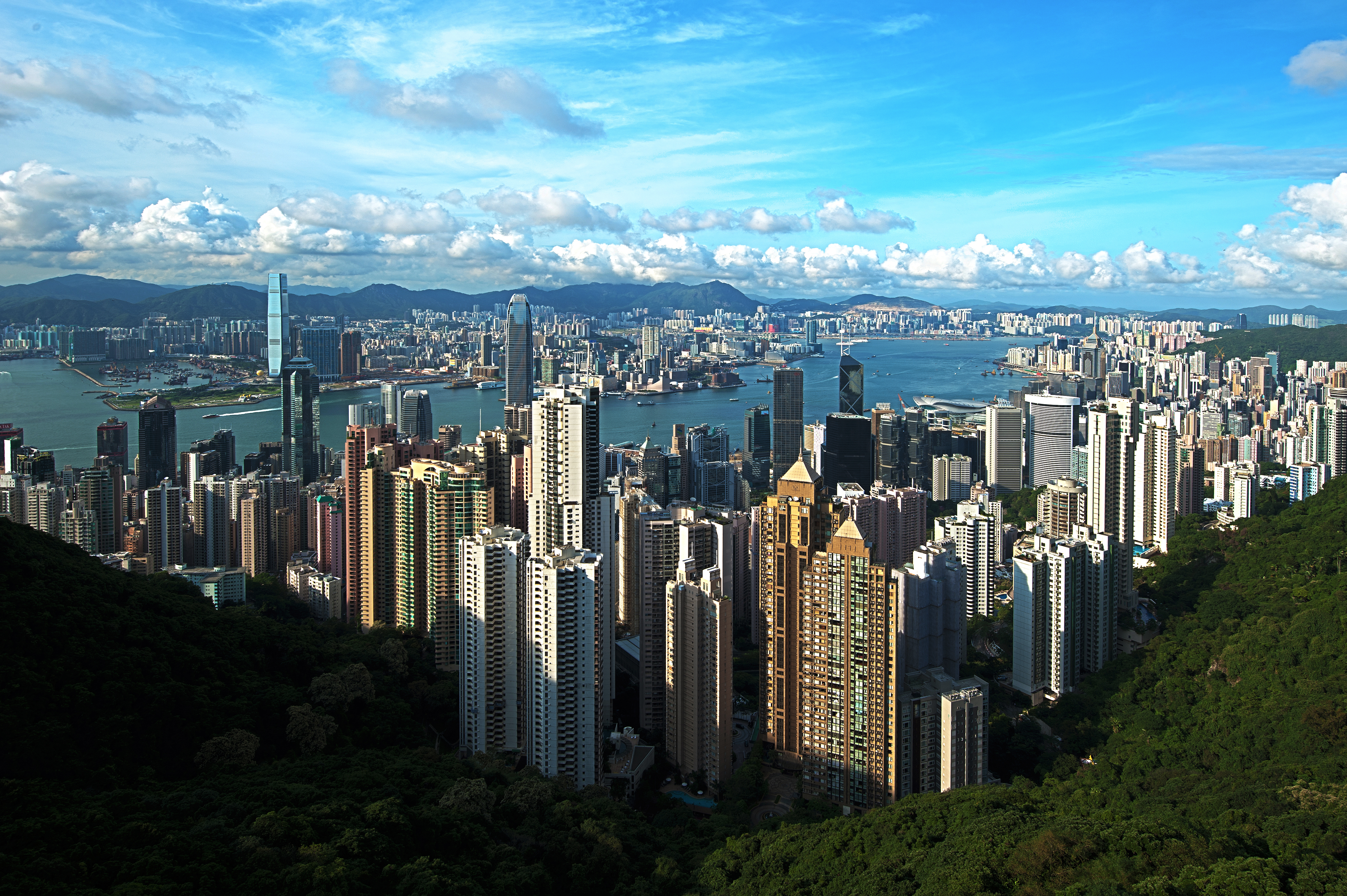
Hong Kong

Una ciutat global o ciutat del món (s'arriba a trobar ciutat alfa o ciutat-centre) és un concepte promogut pel departament de geografia de la Universitat de Loughborough (Anglaterra), que postula que la globalització pot ser dividida en termes de llocs geogràfics estratègics que veuen la creació, facilitació o elaboració del liberalisme a escala global.
La "ciutat global" reuneix els elements que permeten actuar directament i tangiblement en els afers mundials o globals a més d'influenciar sobre la societat, incloent-hi les influències en la cultura i en la política. Són un model molt antic lligat al comerç. Es troben des de l'Antiguitat fins a l'actualitat. A Europa llevat de l'Edat Mitjana se n'han construït una mica per tot el continent. Es troben en l'origen del capitalisme modern i han permès bastir imperis a tot el món.
La ciutat del món és un nucli urbà cosmopolita, on hi circula el poder polític, els lobbies mundials i el comerç de tot el planeta. Generen la riquesa del planeta i permeten tenir un poder creixent sobre poblacions alienes al país que les acull. El concepte, però, és d'ús recent. Sorgeix arran de la liberalització formulada entre els Estats Units i el Regne Unit a la dècada dels 90 del segle xx.

## Concepte i criteris

### Definició
La noció de ciutat global es promogué per primera volta al departament de geografia de la Universitat de Loughborough (Anglaterra), malgrat que es pot trobar referenciada en diverses biografies:
- Apareix a l'obra de l'historiador francès Frenand Braudel (1902-1985) qui l'anomenà aleshores de "ciutat del món" i que la descrigué com el lloc on "les informacions, les mercaderies, els capitals, el crèdit, els homes, l'ordre i la correspondència hi aflueixen i en surten". Segons l'autor, la potència que genera una "ciutat del món" o "súper-ciutat" exerceix influència sobre una part de l'espai terrestre anomenat "economia.-món".

Aquesta primera definició cal doncs posar-la en relació amb el concepte de globalització i el seu efecte conseqüent: l'economia-món. Es parla d'economia-món dins el llenguatge tècnica per a referir-se als efectes de l'aplicació de la globalització a tot el planeta. Segons la teoria de l'economia-món, diverses regions del planeta ostenten la capacitat innovadora del planeta a causa de la seua capacitat econòmica, mentre que d'altres, jeràrquicament inferiors, assumixen únicament la capacitat productora o fabricadora, de mode que el món potenciaria una divisió factual en dos grans blocs.
Tot reprenent la definició de Fernand Braudel, les ciutats globals formarien part del primer bloc de l'economia-món des d'on, "les informacions, les mercaderies, el capital, el crèdit" i "els homes", a més, de "els ordres" o siga, els centres decisors polítics del món, hi convergixen. Aquesta darrera aproximació coincidix perfectament amb allò que postula el departament de geografia de la Universitat de Loughborough. Aquest postula que postula que la globalització pot ser dividida en termes de "llocs geogràfics estratègics" que veuen la creació, facilitació o elaboració dels processos globals. Un d'aquests llocs, o ens, és la "ciutat global", en què els enllaços que unixen la ciutat tenen un efecte directe i tangible en els afers mundials o globals, a més dels efectes socioeconòmics, incloent-hi les influències en la cultura i en la política.
- La ciutat global és doncs dins la globalització o mundialització una potència planetària que fa girar justament l'economia-món a partir del seu centre mateix. Així, segons l'urbanista britànic Peter Hall, la ciutat global, definida l'any 1966, seria segons els seus mots, un lloc en què "s'hi mena una part del tot desproporcionada dels afers més importants del món".

La definició definitiva evocada pel britànic qui a la seua època s'interessà en les ciutats dels països industrialitzats i en fort creixement demogràfic, ha estat represa pel planificador urbà estatunidenc, John Friedman, l'any 1986. Alhora la sociòloga i economista neerlandesa d'origen estatunidenc, Saskia Sassen, l'ha tornat a introduir més recentment l'any 1991 a partir de la noció anglesa de "global city", és a dir, ciutat global, tot partint de criteris estrictament econòmic i financers (capitalitzacions borsàries).

### Característiques
Ara bé, la geògrafa Cynthia Ghorra-Bogin estima que les nocions de "ciutat del món" i "ciutat global" no són equivalents. La primera designaria una ciutat amb un rol històric, d'influència cultural a llarg termini, mentre que la segona designaria la capacitat d'una ciutat a inserir-se dins els fluxos i xarxes d'intercanvis mundials.
Per això mateix, es proposen habitualment un llistat de criteris que s'associen a la ciutat global:
- nom conegut internacionalment (té una identitat pròpia i no se n'ha precisar el país per a la majoria de la població)
- és seu d'organismes internacionals i grans empreses; agrupa en un únic gruix urbà gairebé tots els actors de la globalització
- un sistema de transport avançat i amb connexions internacionals
- tenir universitats, museus i moviments culturals reconeguts
- és seu de mitjans de comunicació poderosos i disposa de bon accés a la xarxa
- disposar d'equips i equipaments esportius de renom
- haver estat seu de festivals importants, jocs olímpics o exposicions universals
- tenir molta població i atreure migració
- aparèixer com a icona en obres de ficció i rebre turisme massiu
- és el centre d'una xarxa de poblacions locals
- atmosfera cosmopolita
- centre d'innovació i recerca a escala global i nacional
- hi fluïxen els fluxos comercials i capitals, d'informació i migració humana

El darrer criteri i que dona sentit definitiu al concepte de ciutat-món seria la capacitat de la ciutat global per donar forma al món mitjançant tots els elements amunt llistats. El món es modela efectivament a la seua imatge segons la seua capacitat d'omplir tots els criteris abans esmentats.

#### Mode de vida
Una altra de les característiques i no sempre parlada sobre el concepte de ciutat global és el canvi que aquesta produïx en el mode de vida o modus vivendi de la població que hi viu, a més de la població sotmesa a la seua influència directa o indirecta.
- Una ciutat que viu les 24/24 hores del dia
- Un centre dinàmic i una perifèria de dormida
- Una tendència a museïtzar el centre de la ciutat per a fer-ne un atractiu, tot posant en valor els nuclis antics
- Divisió en nucli de negocis, nucli comercial, nucli d'habitatge, etc
- Posada en marxa des de la política d'incentivació o creació de sentiment de pertinença i orgull de la seua ciutat
- Una ciutat esdevinguda parc d'atracció; tot allò necessari per a divertir-s'hi
- Una vida dins d'un bloc amb mobles prefabricats
- Una ciutat altament tecnològica; ús de les noves tecnologies a dins com a fora

### Els nivells de ciutat
En un assaig per a definir i categoritzar les ciutats globals, la Xarxa i el Grup d'Estudi de les Ciutats Mundials (GaWC), la seu de la qual es troba a la Universitat de Loughborough, al comtat anglès de Leicestershire, ha categoritzat les ciutats segons la seva capacitat per a produir serveis avançats, com ara la comptabilitat, la publicitat, les finances i les lleis, segons les empreses internacionals.

## Impacte social i econòmic

### Economia
A mesura que les ciutats han anat creixent, han impactat de forma més o menys important a les economies de cada país. S'estima actualment que la xarxa de ciutats que hi ha al món al segle xxi produeix al voltant del 67% de PIB mundial. Són el centre pivot de les finances, el comerç i el capital. Es nodreixen del camp i l'agricultura s'ha hagut de perfeccionar encara més per tal de socórrer a les ciutats. Tenen un impacte econòmic tan monumental que en no poder trobar recursos per la seva activitat, obliguen a cercar-les a altres continents, explotar altres territoris.
S'estima que les megapolis i metròpolis demanen on consum que a escala global arriba a esgotar el 60% i fins al 80 % de l'energia produïda. El dinamisme de les ciutats es torna en un pol d'atracció i això d'ençà les primeres ciutats del món. Viure-hi es torna i tot en sinònim de luxe perquè el cost de les capitals ha tronat els lloguers, l'alimentació i l'electricitat bens molt cars d'adquirir. A aquest luxe i atractiu aparent, s'hi afegeix la tendència a concentrar els centres de decisió no només de les institucions dels països però també de les mateixes empreses, sobretot durant períodes de globalització. Les ciutats es tornen igualment en un nucli d'innovació, creativitat i modernitat.

### Demografia
Aquesta preponderància ha tornat el món més urbà que a cap altre període de la història. Les ciutats habiten actualment més de la meitat de la població. La seva mida és enorme. Ciutats com Tòquio allotgen 37 milions d'habitants. Xangai n'allotja 26 milions i Delhi a l'Índia n'allotja 29 milions més. La mida ha obligat a replantejar i tot les nomenclatures. S'ha passat de parlar de metròpolis a megàpolis. Les ciutats creixen i s'uneixen les unes amb les altres fent que es torni difícil diferenciar les ciutats que varen originar les megàpolis.

### Societat
El món occidental fa de les ciutats sinònim de progrés però el creixement que han generat fins al segle xxi i els seus encara immesurables límits tornen les ciutats un nínxol de pobresa, porqueria i malalties. Tota ciutat té tendència a generar un gruix poblacional que no té mitjans necessaris per sobreviure i s'acumula en barris que es tornen conflictius. Són barris que es mira ben sovint d'amagar i que no es presenten a les campanyes publicitàries a l'exterior. Però, això no obstant, són la cara d'una part importantíssima de la població. La pobresa hi genera problemes de convivència i abreuja el sentiment de menyspreu identitari.
A la història contemporània, la diferència entre pobres i rics a les ciutats, ha generat dos tipus de ciutat. Les americanes, on el centre és pobre i les perifèries riques, i les europees, en què el centre és ric i les perifèries són pobres, lloc d'allotjament del proletariat. I és que un dels grans impactes a la societat és la divisió del treball, la categorització i la separació. En efecte, les ciutats tendeixen a l'especialització de cada ciutadà i activitat. Això acaba impactant fins i tot a les cosmovisions de la pròpia població. Els models tradicionals de família nombrosa deixen lloc a espais menys humanitzats en què la família es compta com a molt amb dos membres més al pis i prou.
La ciutat acumula en blocs de pisos immenses capes de població. La solitud n'esdevé el reflex i el gran problema, alhora que potencien l'individualisme, base mateixa del capitalisme.

### Medi ambient
El 70% de la contaminació al món procedeix de les ciutats globals. La contaminació prové dels automòbils, dels edificis i de les mateixes estructures urbanístiques. Les aigües i tot el clavegueram, són font de brutícia i les ciutats gairebé sempre han patit la imatge d'ésser un nucli difícilment habitable, allunyat de la natura, on la població deteriora les condicions de vida de la seva població. Avui sabem que a més d'això les ciutats condicionen igualment el canvi climàtic.
Per això mateix les ciutats han fet objecte al segle xxi de replantejaments cabdals. Es mira de tornar-les verdes i habitables, a més de sostenibles. Projectes d'habitatges passius, d'avingudes més verdes, de claveguerams més nets, són algunes de les línies majors que, tot i les campanyes polítiques, no arriben a veure la llum, llevat de l'Àsia on països, de certa oligarquia, hi fan florir ciutats verdes.

## Història de la ciutat global

### Període clàssic
Per bé que és del tot cert que el concepte de ciutat global aparïx amb la implantació de la globalització a partir de la dècada dels 1990 amb les polítiques neoliberals empreses des dels Estats Units i el Regne Unit amb Margaret Thatcher i Ronald Reagan, el món ja ha vist néixer anteriorment diverses ciutats globals.

Les primeres ciutats globals se situaren al Llevant, concretament a Mesopotàmia, des d'on per primera volta a la història s'hi construïen unes primeres xarxes urbanes que aglutinaven tota l'activitat econòmica, social, cultural, religiosa i política del seu espai, podent influir de forma perdurable el seu entorn. Fou el cas de Bagdad que allotja actualment el rastre d'un passat nodrit. 

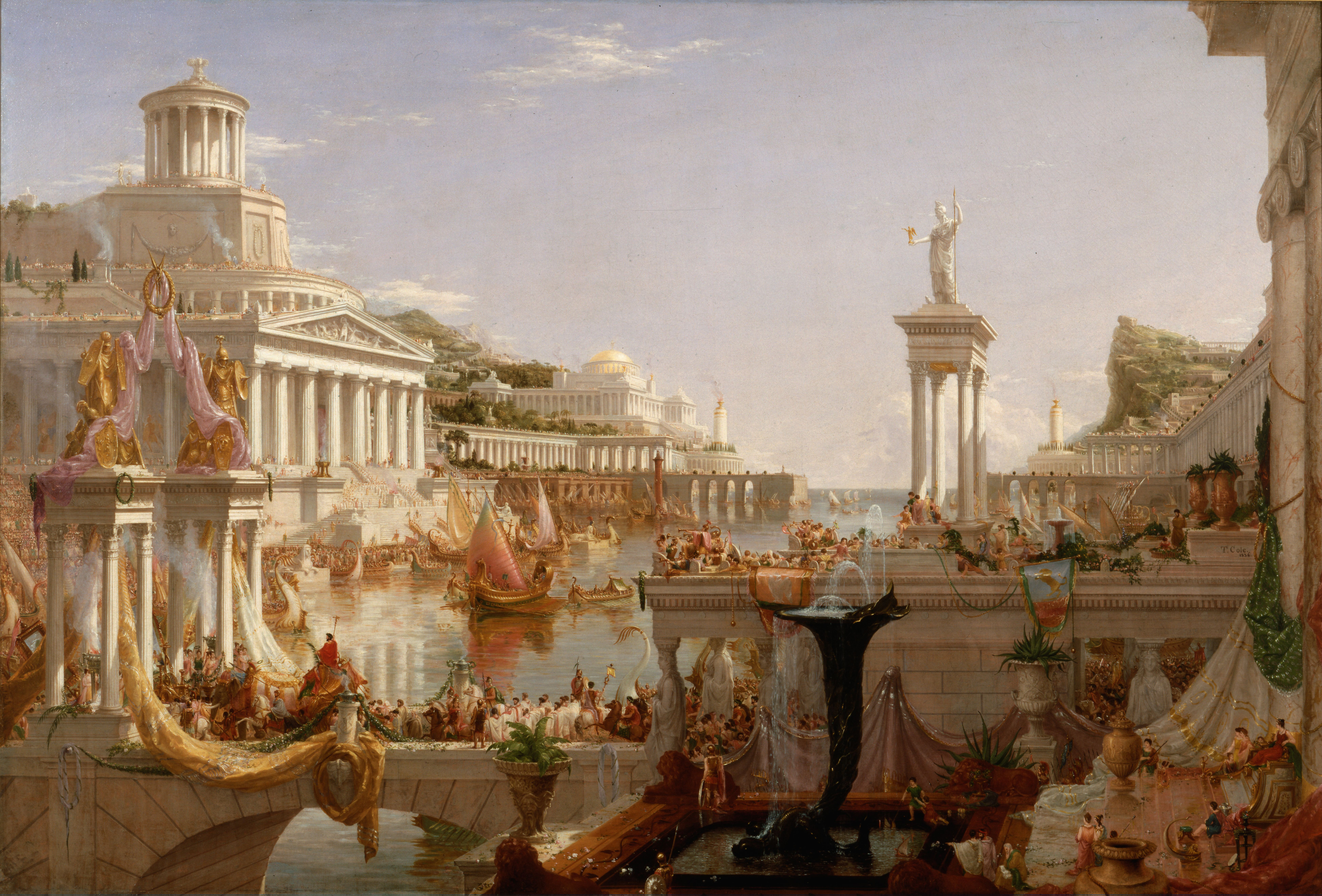
Reconstrucció d'allò que podria haver semblat Roma
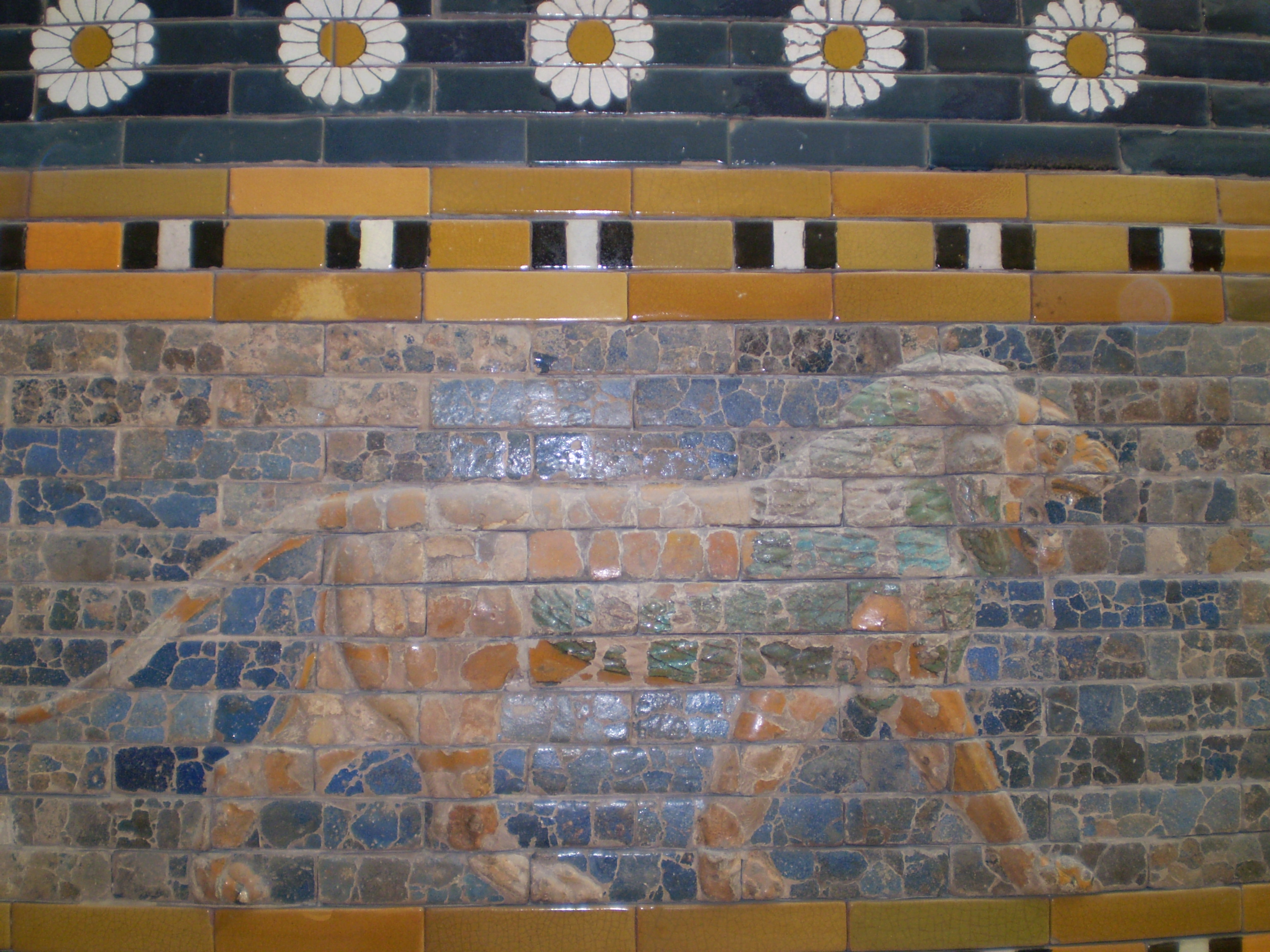
Fotografia presa a la porta d'entrada de Babilònia
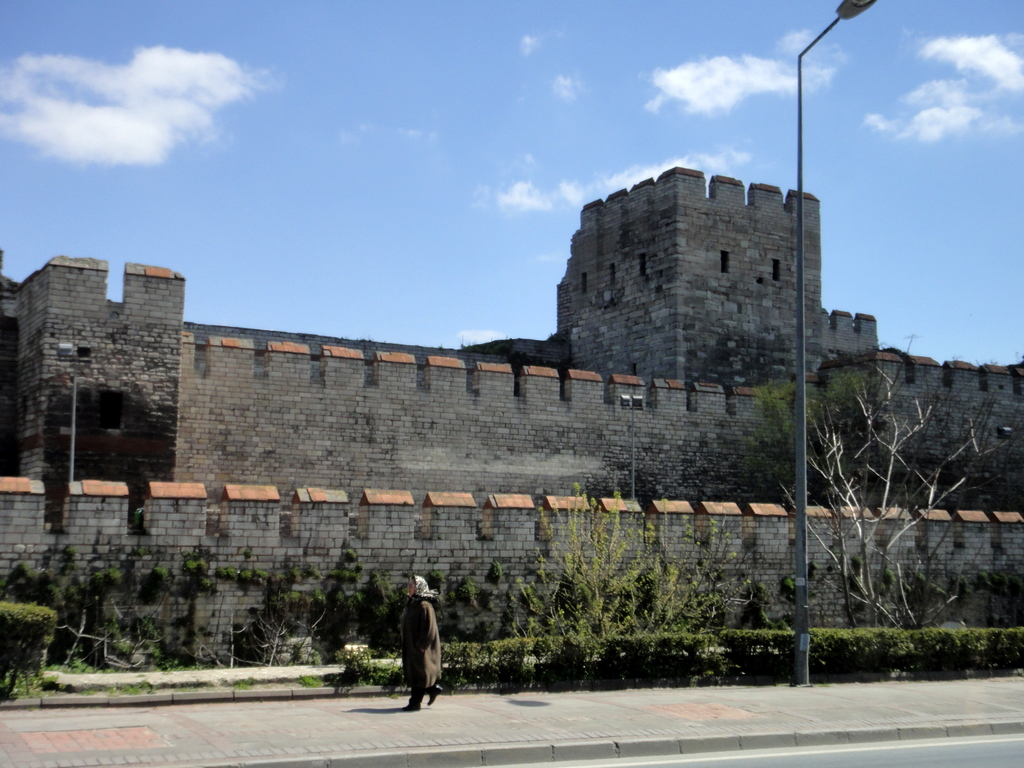
Muralles de Constantinoble

El subcontinent indi també presencià l'experiència d'una primera ciutat global amb un alt grau d'urbanisme, probablement, així mateix s'ha considerat, el més desenvolupat de l'era clàssica. L'urbanització Harappa s'organitzava al voltant de línies rectes i preconcebudes a diferència dels seus homòlegs llevantins. Tenia una xarxa sofisticada de clavegueram que en feien la ciutat global amb la tecnologia més avançada del món.
El món grec mai desenvolupà cap ciutat global i la capacitat d'influenciar i aglutinar el món sencer en un gruix poblacional es traslladà després de la decadència de les ciutats llevantines cap a la península d'Anatòlia, des d'on Persèpolis i, posteriorment, Constantinoble, assumiren un poder absolut, amb un flux fort d'intercanvis mundials. Roma, a la península itàlica, esdevingué, després de les colonitzacions de les gàl·lies, la península ibèrica i el litoral balcànic, la representació de l'antiguitat més il·lustrativa d'una ciutat global.
Roma girava al voltat d'un centre neuràlgic des d'on hi seia el poder central, des d'on s'organitzava el món mediterrani, la tecnologia, la cultura i la tecnologia. La xarxa urbanística començava a Roma i s'estenia a la resta de perifèries. Roma assumia el rol de lideratge dins d'una economia que malgrat ser encara agrícola, s'organitzava a partir de les decisions que es prenien dins d'un únic nucli urbà.

### Període modern
L'Edat Mitjana veu desaparèixer del tot l'existència de ciutats globals a tot Europa. El continent europeu viu un procés de replegament després de la caiguda de Roma. El camp pren rellevància i la societat torna a la ruralia. Les ciutats tornen a aparèixer vers el segle xi fins al segle xiii. Tot i així, no hi ha una dinàmica de ciutat mundial. Les ciutats s'envolten de muralles defensives. Dins les vivendes s'omplen de corrals i horts. Es distribueixen per barris que conformen parròquies. L'Església és la referència de cada parròquia. El mercat se situa normalment al davant de la Catedral que simbolitza el poder que exerceix l'Església catòlica sobre la població. A l'Àsia, després de l'acens al poder de la dinastia dels Qin, s'hi postula la construcció d'un imperi centralitzat. S'unifiquen les mesures, la moneda o l'alfabet en què s'escrivia. Hi ha vertaderament una dinàmica de ciutat mundial que segueix, si fa no fa, fins a la dinastia dels Hang. L'urbanisme es posa en mans de l'Estat i fins a la caiguda de la Xina imperial mira de seguir aquesta dinàmica.

Ciutats mundials de l'Edat Moderna
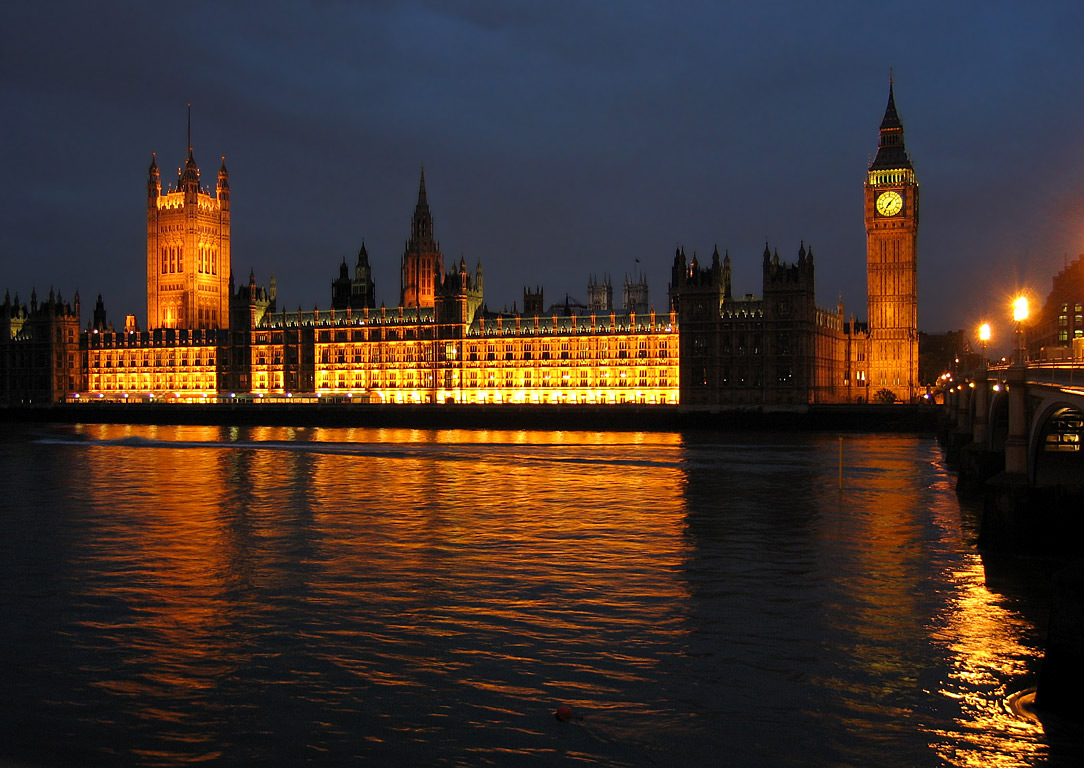
Londres.
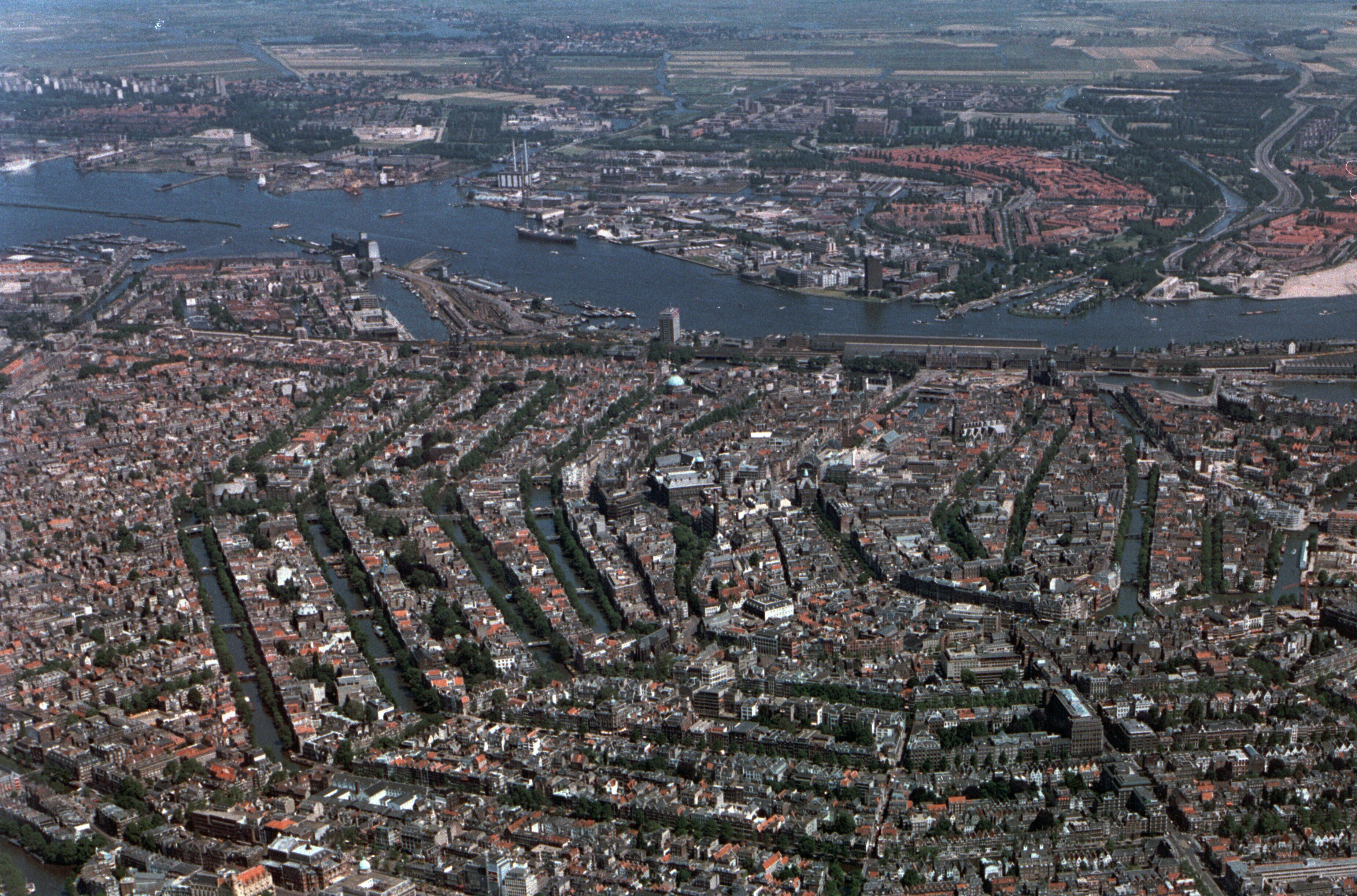
Amsterdam.
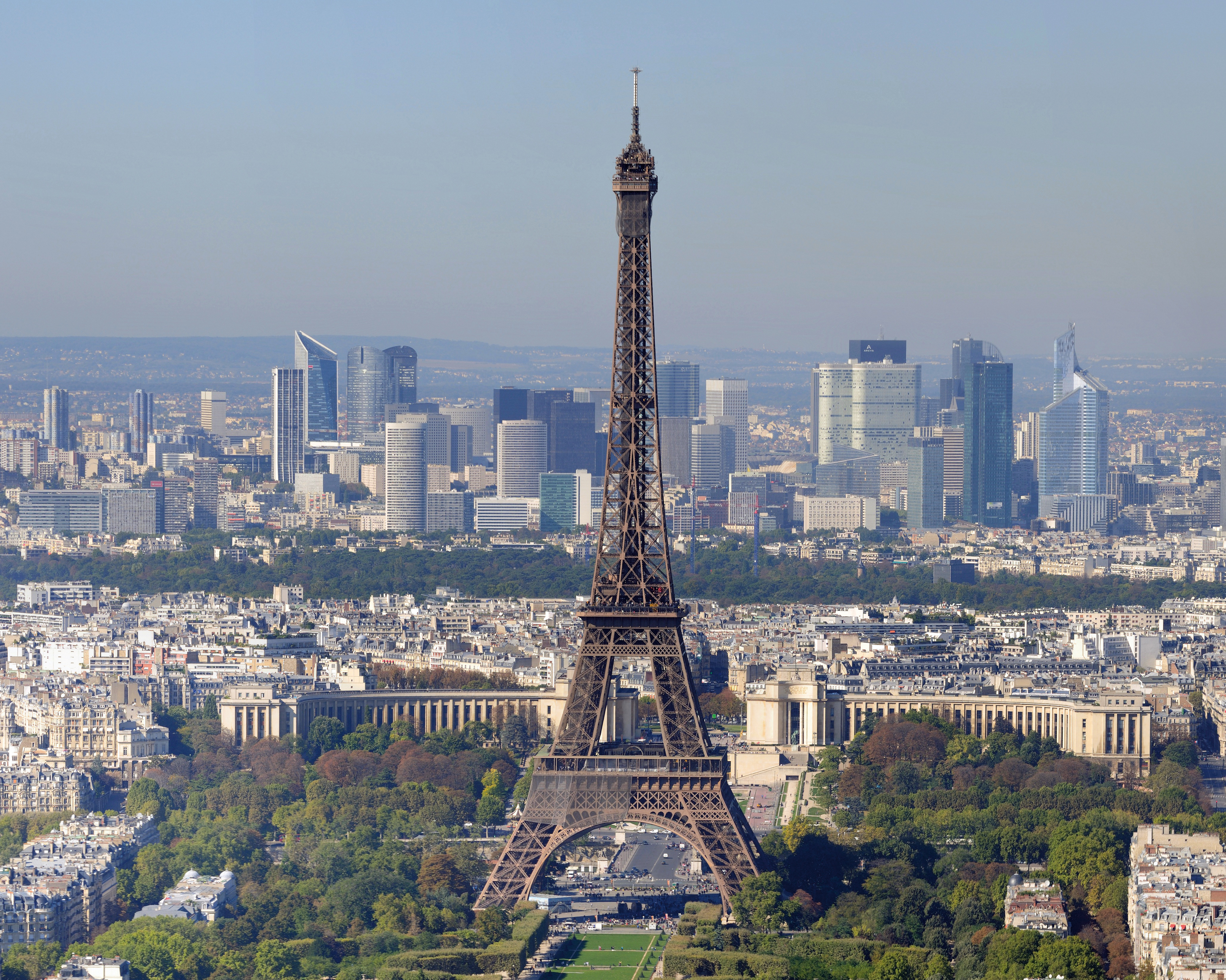
París.

A Europa la concepció de ciutat mundial torna a aparèixer a l'edat moderna. Durant el segle xv s'assisteix a una represa dels camps, fet que fa créixer el nombre de població. Part de la població es trasllada a les ciutats medievals i contribueix a transformar-les en ciutats mundials. El comerç comença a florir-hi. S'instal·la una nova dinàmica cultural i estamental. El tèxtil fa d'Anglaterra i Països Baixos les primeres potències mundials. Les seves capitals, concepte que agafa de mica en mica molta força, n'han de ser la vitrina.
Arran de l'incendi de Londres l'any 1666, la monarquia anglesa es planteja construir sobre les destrosses la nova ciutat. Es tracta de deixar de banda l'antiga vila medieval i construir-hi per sobre una nova ciutat, apta per fer-li la competència a l'imperi colonial neerlandès. La monarquia té accés aleshores als artistes i arquitectes del Vaticà. Florència, a Itàlia, és un model que agrada a Europa. La guerra que França duu contra Itàlia determina el nou concepte de ciutat. Les muralles medievals deixen de ser útils. El retorn al pensament gregollatí amb l'humanisme fa planar la idea d'una ciutat ideal, és a dir, una ciutat planejada com s'havia fet a l'antiga Roma o Grècia. L'humanisme desplaça el pensament teocràtic cap al pensament antropocèntric. Això potencia l'individualisme que s'estén als palaus de la noblesa. Les muralles es construeixen doncs per fer front a l'artilleria dins un estil geomètric. Les ciutats són moltes vegades de nova planta.
Les ciutats mundials de l'Edat moderna concentren el poder i el comerç mundial. S'obren els primers bancs i la primera borsa. És el cas dels Països Baixos. A Amsterdam es mira de desfer-se del monopoli comercial portuguès a l'Àsia creant la primera companyia de la història. És la Companyia Oriental de les Índies Neerlandeses. Tot ajudant-se d'espies introduïts a les expedicions marítimes portugueses, es procedeix a obrir la ciutat d'Amsterdam al comerç mundial i mercès a això tornem a veure l'un dels pilars de la ciutat mundial en marxa. La repressió viscuda per part dels neerlandesos a la Guerra dels Vuitanta Anys els empeny a cercar alternatives que facin ombra a l'imperi hispànic.
Holanda es posa llavors al servei de la marina i surten de les seves fàbriques vaixells preparats per recórrer el continent asiàtic. Això potencia el desenvolupament de les finances que troba a la ciutat el lloc ideal per practicar amb els diners. Les ciutats, no obstant, continuen necessitant la ruralia i potencien el comerç amb el camp. Això monetitza el camp i contribueix a fer créixer els bancs. No debades, les ciutats segueixen sent minoritàries. Només per volta del 6% de la població és urbana. Aleshores Amsterdam és una ciutat mundial i cosmopolita. La tolerància religiosa i ètnica del regne permet el desenvolupament dels negocis. Les antigues parròquies són substituïdes per jardins i el concepte de barri. Cada barri compleix una funció i representa alhora el tipus de societat que hi neix. Hi tindrem barris pobres, rics, de les finances, etc. És la societat de les classes, tot i que a l'Edat moderna, són classes estamentals.
La construcció de les ciutats barreja les poblacions. Això permet diluir la rigidesa corporativa del sistema estamental medieval. La potenciació del comerç permet que una part minsa de la població creixi econòmicament. El sistema estamental frapa de cop i volta amb les noves classes burgeses. El desenvolupament d'una certa economia informal potencia l'alliberament de la rigidesa del sistema.
A Anglaterra, per exemple, el rei voldria fer del model de ciutat mundial un monopoli estatal i per això mira d'apropar-se al centralisme francès, autoritari i proteccionista. Davant l'actitud, s'hi genera la Revolució Gloriosa amb què s'estableixen les bases per una Carta de Llibertats. Aquest fet permet evidenciar com la ciutat mundial és propensa a presentar un poder estatal força depenent dels lobbies. El model esdevé una qüestió d'estat. En efecte, l'any 1664 Anglaterra decideix prendre Nova Amsterdam als Països Baixos. Assalten la ciutat colonial i hi construeixen Nova York. Aquesta segona ciutat és llavors objecte de cobdícia. Espionatge, conflictes armats, fortificacions, etc. La Companyia de les Índies Occidentals Neerlandesa hi havia obert filials per fer créixer l'economia de la Nova Amsterdam. L'èxit és palpable, de manera que Anglaterra assetja la ciutat, guanya i signa el tractat de capitulació. S'hi acabarà projectant el model de ciutat mundial.
França i Anglaterra es disputen llavors poder desfer-se de l'imperi colonial neerlandès. Dos models de ciutats s'acaben esbossant. L'anglès és un model orgànic per bé que arquitectònicament planejat. El francès és un model centralista. El Rei Sol potencia un urbanisme que sigui la imatge del seu concepte d'estat. Hi tindrem un centre neuràlgic, el palau reial, lligat a un conjunt d'avingudes que porten i es connecten entre places. L'anglès, en canvi, és un model de creixement civil. Al segle xvii Londres es construeix a partir del sistema anomenat square que no és altra cosa que un jardí envoltat de residències unifamiliars en filera. El rei cedia terrenys a l'aristocràcia i aquesta feia construir-hi les residències. Posaven les construccions en mans d'empresaris que s'ocupaven de donar-hi valor. A canvi l'empresari paga uns dividends als propietaris. Aquesta model canvia amb el ròssec del temps la dinàmica estamental.

### Període contemporani
El segle xix veu aparèixer una acceleració profunda del model centralitzat mercès a la industrialització i a la implantació de la ideologia de l'Estat-nació. Aquesta posa en marxa el concepte de capitalitat a l'entorn de la qual ha de girar obligatòriament tota una Nació, oimés, ha de transformar-se el model a seguir a per a la resta de nacions.

França esdevé altra el model per excel·lència. La industrialització accelera el procés i amb la introducció del capitalisme, París, Londres o Berlín esdevenen les primeres ciutats globals. El poder, els fluxos comercials, el capital, la cultura i l'activitat social s'hi concentraven. Berlín, per exemple, centre giratori del romanticisme, font de cultura del segle xix. París i Londres, capitals decisòries, posseïdores, per exemple, de les colònies africanes i asiàtiques en la seua majoria. Berlín, alhora, centre de producció industrial, lloc d'innovació i impuls del continent europeu.

Megàpolis del segle XX
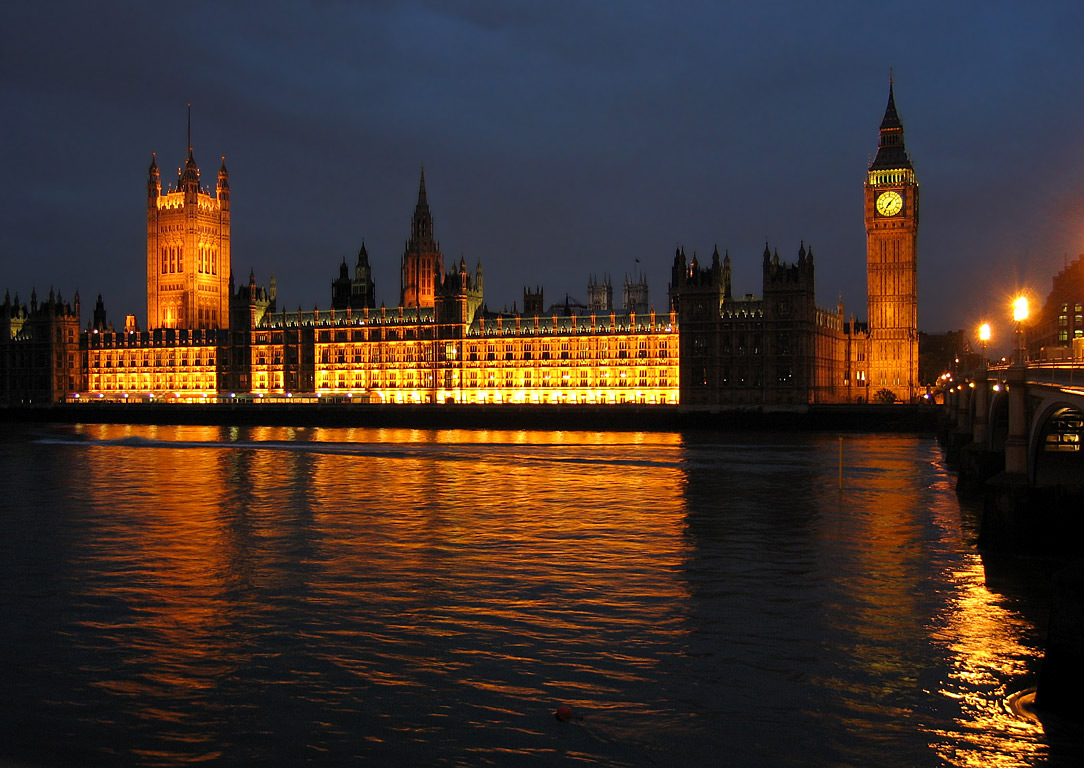
Londres.
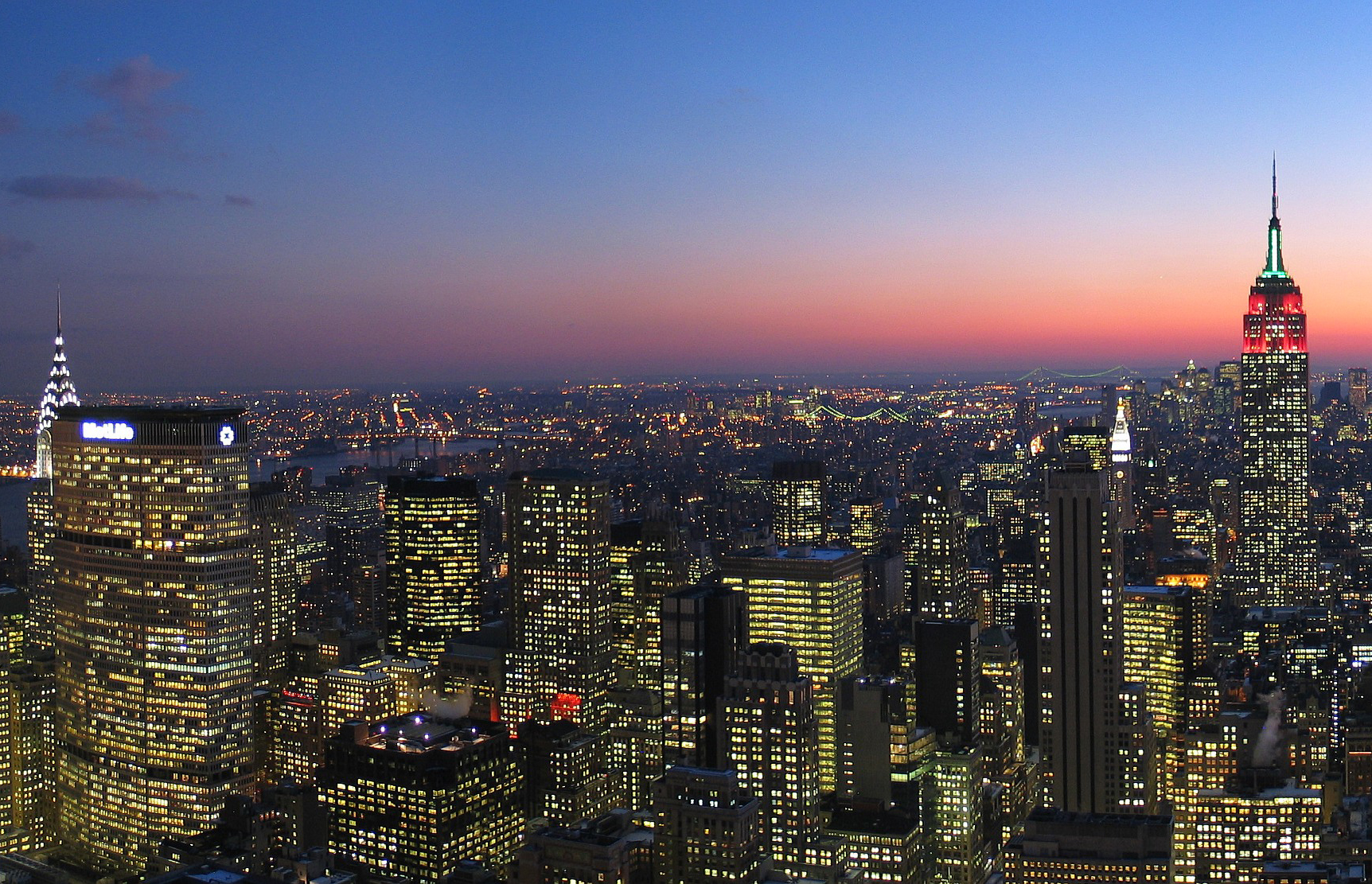
Nova York.
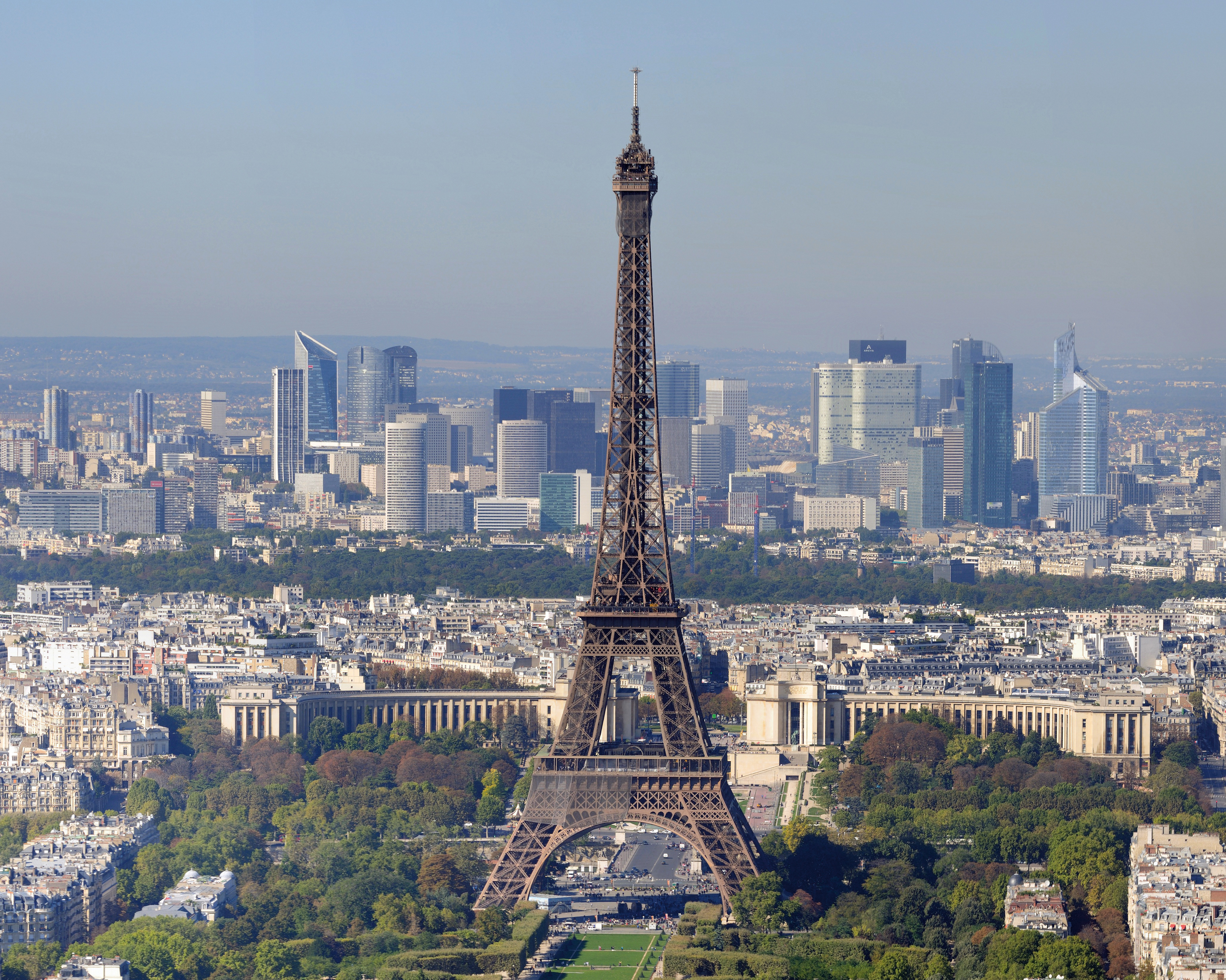
París.
Tòquio.

Després de la Segona Guerra Mundial, les ciutats globals es traslladen als Estats Units transformats, juntament amb la Unió Soviètica, en la potència mundial. Allà, Nova York, Chicago, Washington, a més de Boston, entre d'altres, esdevenen el centre de la innovació, del comerç, de l'èxit del capitalisme, del poder i alhora de la cultura. Després d'un domin gairebé absolut d'Europa, des del punt de vista artístic i cultural, els Estats Units prenen el relleu amb el postmodernisme.

L'entrada a l'era de la globalització a partir de la dècada dels 1990 i l'assotament que produí la Gran Recessió del 2008, virà i desplaçà altre cop la construcció de ciutats globals. El continent asiàtic pateix a partir de la dècada del 2008 d'un creixement espectacular, qualificat aleshores de "miraculós", que portà la República Popular de la Xina a disputar-se el lideratge ideològic i econòmic del món amb els Estats Units. Hong Kong, Xangai, Singapur o Pequín esdevingueren ciutats globals, centre de flux comercial, humà, de poder i diners.

Ciutats globals del segle XXI
Tòquio.
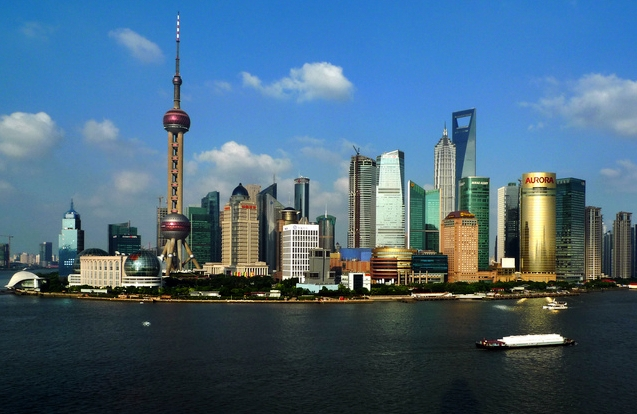
Xangai
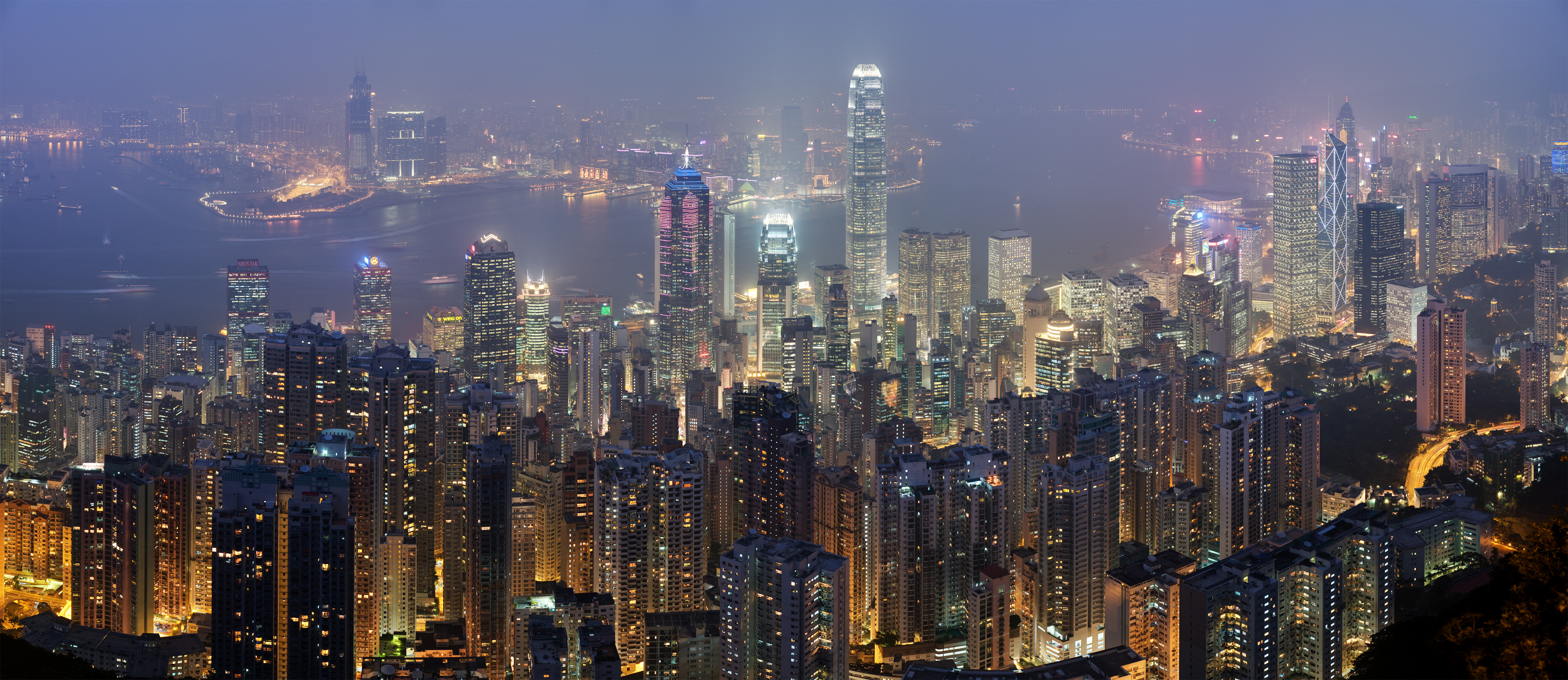
Hong Kong
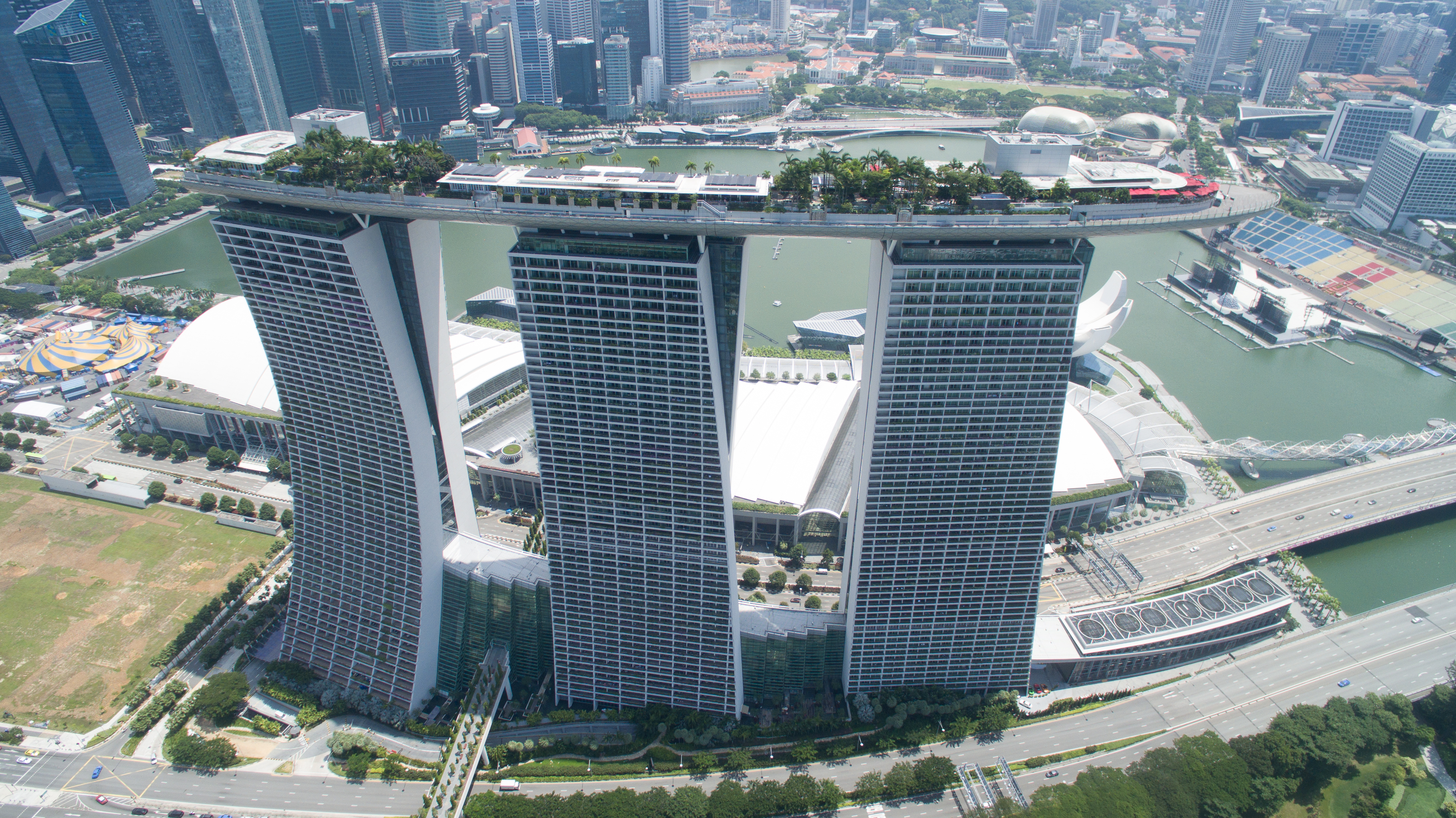
Singapur

És justament al segle xxi que es replanteja tota la teoria al voltant de les megalòpolis per a adaptar la realitat a la nova ideologia imperant: la globalització. Així és com sorgixen nous replantejaments del que són les noves ciutats. Aquestes, titllades de globals, han d'ésser, dins la globalització, les noves Constantinoble d'antuvi, imatge d'un poder que al capdavall ostenta imposar el model capitalista i neoliberal a tot el planeta, essent, això sí, model de creació i invenció. En aquesta cursa, el món llevantí aprofita la recessió econòmica del 2008 i l'eixida de l'era soviètica per tal d'afirmar-se i engegar una dura competència amb el món asiàtic. Neixen així ciutats globals al mig del desert: Dubai, etc.

## Les classificacions
Al mes d'octubre del 2008, la revista Foreign Policy, en associació amb l'empresa consultora A. T. Kearney i el Chicago Council on Global Affairs, varen publicar un rànquing de ciutats globals sobre la base de les consultes a la Dra. Saskia Sassen, el Dr. Witold Rybczynski, entre molts. Foreign Policy va apuntar que les més grans ciutats i les millor interconnectades del món ajuden a establir els programes mundials, són en condicions d'afrontar els perills transnacionals i servixen com a centres d'integració mundial. En són els motors del creixement per als països i les portes d'accés als recursos de les seus regions.

Les classificacions es varen establir sobre l'avaluació de vint-i-quatre indicadors distribuïts entre cinc àrees: activitat de negocis, capital humà, l'intercanvi d'informació, activitat cultural i compromís polític. Aquest requadre conté les seixanta-cinc ciutats sobre les quals es realitzà l'estudi esmentat, tot considerant-ne els principals centre globals de l'actualitat. 
| Posició | Ciutat          | Compatge |
| ------- | --------------- | -------- |
| 1       | Nova York       | 6.22     |
| 2       | Londres         | 5.86     |
| 3       | Tòquio          | 5.42     |
| 4       | París           | 5.35     |
| 5       | Hong Kong       | 4.14     |
| 6       | Chicago         | 3.94     |
| 7       | Los Angeles     | 3.90     |
| 8       | Singapur        | 3.45     |
| 9       | Sidney          | 3.44     |
| 10      | Seül            | 3.40     |
| 11      | Brussel·les     | 3.29     |
| 12      | San Francisco   | 3.26     |
| 13      | Washington DC   | 3.25     |
| 14      | Toronto         | 3.13     |
| 15      | Pequín          | 3.12     |
| 16      | Berlín          | 3.03     |
| 17      | Madrid          | 3.02     |
| 18      | Viena           | 2.96     |
| 19      | Boston          | 2.78     |
| 20      | Francfort       | 2.78     |
| 21      | Xangai          | 2.78     |
| 22      | Buenos Aires    | 2.73     |
| 23      | Estocolm        | 2.71     |
| 24      | Zúric           | 2.68     |
| 25      | Moscou          | 2.61     |
| 26      | Barcelona       | 2.57     |
| 27      | Dubai           | 2.56     |
| 28      | Roma            | 2.56     |
| 29      | Àmsterdam       | 2.54     |
| 30      | Ciutat de Mèxic | 2.41     |

### Estudi GaWC 1999
Un estudi portat a terme l'any 1999 pel Grup d'Estudis sobre Globalització i Ciutats Globals (GaWC, sigles en anglès) de la Universitat de Loughborough a Londres, definí els criteris, paràmetres i nivells, classificant diverses ciutats que llavors foren considerades ciutats globals.
L'estudi classifica segons la puntuació de cada ciutat en tres diferents nivells de grups. A més a més, l'estudi entrega la llista de certes ciutats que potencialment serien ciutats globals dins d'un futur. Alguns aspectes de l'estudi foren considerats factors distorsius que afavoreixen les ciutats angloxasones.
Font: Inventory of World Cities Arxivat 2013-10-14 a Wayback Machine.
Ciutats Gobals Alfa

- 12 punts:

Londres, Nova York, París i Tòquio.
- 10 punts:

Chicago, Frankfurt del Main, Hong Kong, Los Angeles, Milà, Singapur.
Ciutats globals Beta

- 9 punts:

San Francisco, Sydney, Toronto, Zúric.
- 8 punts:

Brussel·les, Ciutat de Mèxic, Madrid, São Paulo
- 7 punts:

Moscou, Seül.
Ciutats globals Gamma

- 6 punts:

Àmsterdam, Boston, Dallas, Düsseldorf, Ginebra, Houston, Johannesburg, Melbourne, Osaka, Praga, Santiago de Xile, Taipei, Washington, Djakarta.
- 5 punts:

Bangkok, Estocolm, Mont-real, Pequín, Roma, Varsòvia.
- 4 punts:

Atlanta, Barcelona, Berlín, Budapest, Buenos Aires, Copenhaguen, Istambul, Hamburg, Kuala Lumpur, Manila, Miami, Minneapolis, Múnic, Xangai.
Ciutats que presenten probabilitats fortes d'esdevenir ciutats globals
- 3 punts: Atenes, Auckland, Bombai, Dublín, Filadèlfia, Hèlsinki, Luxemburg, Lió, Nova Delhi, Rio de Janeiro, Tel-Aviv, Viena.

Ciutats que presenten probabilitats mitjanes d'esdevenir ciutats globals
- 2 punts: Abu Dhabi, Almaty, Birmingham, Bogotà, Bratislava, Brisbane, Bucarest, Caracas, Ciutat Ho Chi Minh, Cleveland, Colònia (Alemanya), Detroit, Dubai, El Caire, Kíev, La Haia, Lima, Lisboa, Manchester, Montevideo, Oslo, Riad, Rotterdam, Seattle, Stuttgart, Vancouver.

Ciutats que presenten probabilitats febles d'esdevenir ciutats globals
- 1 punt: Aarhus, Adelaida (Austràlia), Anvers, Baltimore, Bangalore, Bolonya, Brasília, Calgary, Canton, Ciutat del Cap, Colombo, Columbus, Dresden, Edimburg, Gènova, Glasgow, Goteborg, Hanoi, Kansas City, Leeds, Lilla, Marsella, Richmond (Virgínia), Sant Petersburg, Taixkent, Teheran, Tijuana, Torí, Utrecht, Wellington.